# Барбадос на Универсиадах
Барбадос принимает участие в Универсиадах начиная с летней Универсиады 1983 года в Эдмонтоне. На зимних Универсиадах спортивная делегация Барбадоса не участвовала ни разу.
На настоящее время спортсмены Барбадоса на всех Универсиадах завоевали в сумме 2 медали, из них 1 золотую, все медали завоёваны на летних Универсиадах.

## Медальный зачёт
По состоянию на настоящий момент (после летней Универсиады 2021 и зимней Универсиады 2023).

### Медали на летних Универсиадах
| Универсиады    | Золото               | Серебро              | Бронза               | Всего                | Место                |
| -------------- | -------------------- | -------------------- | -------------------- | -------------------- | -------------------- |
| 1983 Эдмонтон  | 0                    | 0                    | 0                    | 0                    | —                    |
| 1985 Кобе      | не участвовали       | не участвовали       | не участвовали       | не участвовали       | не участвовали       |
| 1987 Загреб    | 0                    | 0                    | 0                    | 0                    | —                    |
| 1989, 1991     | не участвовали       | не участвовали       | не участвовали       | не участвовали       | не участвовали       |
| 1993 Буффало   | 0                    | 0                    | 0                    | 0                    | —                    |
| 1995 Фукуока   | 0                    | 1                    | 0                    | 1                    | 37                   |
| 1997 Сицилия   | не участвовали       | не участвовали       | не участвовали       | не участвовали       | не участвовали       |
| 1999 Пальма    | 0                    | 0                    | 0                    | 0                    | —                    |
| 2001 Пекин     | 0                    | 0                    | 0                    | 0                    | —                    |
| 2003 Тэгу      | 0                    | 0                    | 0                    | 0                    | —                    |
| 2005 Измир     | 0                    | 0                    | 0                    | 0                    | —                    |
| 2007 Бангкок   | 0                    | 0                    | 0                    | 0                    | —                    |
| 2009 Белград   | 0                    | 0                    | 0                    | 0                    | —                    |
| 2011 Шэньчжэнь | 0                    | 0                    | 0                    | 0                    | —                    |
| 2013 Казань    | 0                    | 0                    | 0                    | 0                    | —                    |
| 2015 Кванджу   | 1                    | 0                    | 0                    | 1                    | 39                   |
| 2017, 2019     | не участвовали       | не участвовали       | не участвовали       | не участвовали       | не участвовали       |
| 2021 Чэнду     | 0                    | 0                    | 0                    | 0                    | —                    |
| 2023           | Универсиада отменена | Универсиада отменена | Универсиада отменена | Универсиада отменена | Универсиада отменена |
| Всего          | 1                    | 1                    | 0                    | 2                    |                      |